# Geoff Thompson (Fußballfunktionär)
Geoff Thompson OBE (* 23. August 1945 in Sheffield) ist ein englischer Rechtsanwalt und internationaler Fußballfunktionär.
Von 1999 bis 2008 war er Vorsitzender des englischen Fußballverbandes (The Football Association). Er ist seit 2000 Mitglied des UEFA-Exekutivkomitees. 2007 wurde er kurzfristig als Ersatzkandidat anstelle des Schotten John McBeth zum Vizepräsidenten des FIFA-Exekutivkomitees gewählt.